# Willie Jones
William A. Jones, detto Willie (29 giugno 1936), è un ex cestista statunitense, professionista nella NBA.

## Carriera
Venne selezionato dai Detroit Pistons al quinto giro del Draft NBA 1960 (36ª scelta assoluta).